# Stephanie van Eer
Stephanie van Eer, née le 26 août 1997 à La Haye, est une actrice et chanteuse néerlandaise, d'origine surinamienne et espagnole.

## Filmographie

### Téléfilms
- 2015-2018 : SpangaS : Shirley Benoit
- 2016 : Zappmissie: Lost in the game
- 2018 : Klem (nl) : Oppas
- Depuis 2018 : Goede Tijden, Slechte Tijden : JoJo Abrams

### Cinéma
- 2016 : Hart Beat : Sam
- 2016 : Kappen! (nl) : Heike

## Discographie

### Comédies musicales
- 2006 : Le Roi lion : Kleine Nala
- 2008 : Pinokkio de Musical : Isabella
- 2014 : Amandla! Mandela (nl) : Kindercast